# Katrina Campbell
Katrina Campbell (ur. 11 kwietnia 1974) – australijska judoczka.
Srebrna medalistka mistrzostw Oceanii w 1994. Wicemistrzyni Australii w 1994 roku.